# 森星
森 星（もり ひかり、1992年〈平成4年〉4月22日 - ）は、日本のファッションモデル、タレント。Crossover所属。姉はタレントでファッションモデルの森泉、祖母は世界的ファッションデザイナーの森英恵。

## 略歴

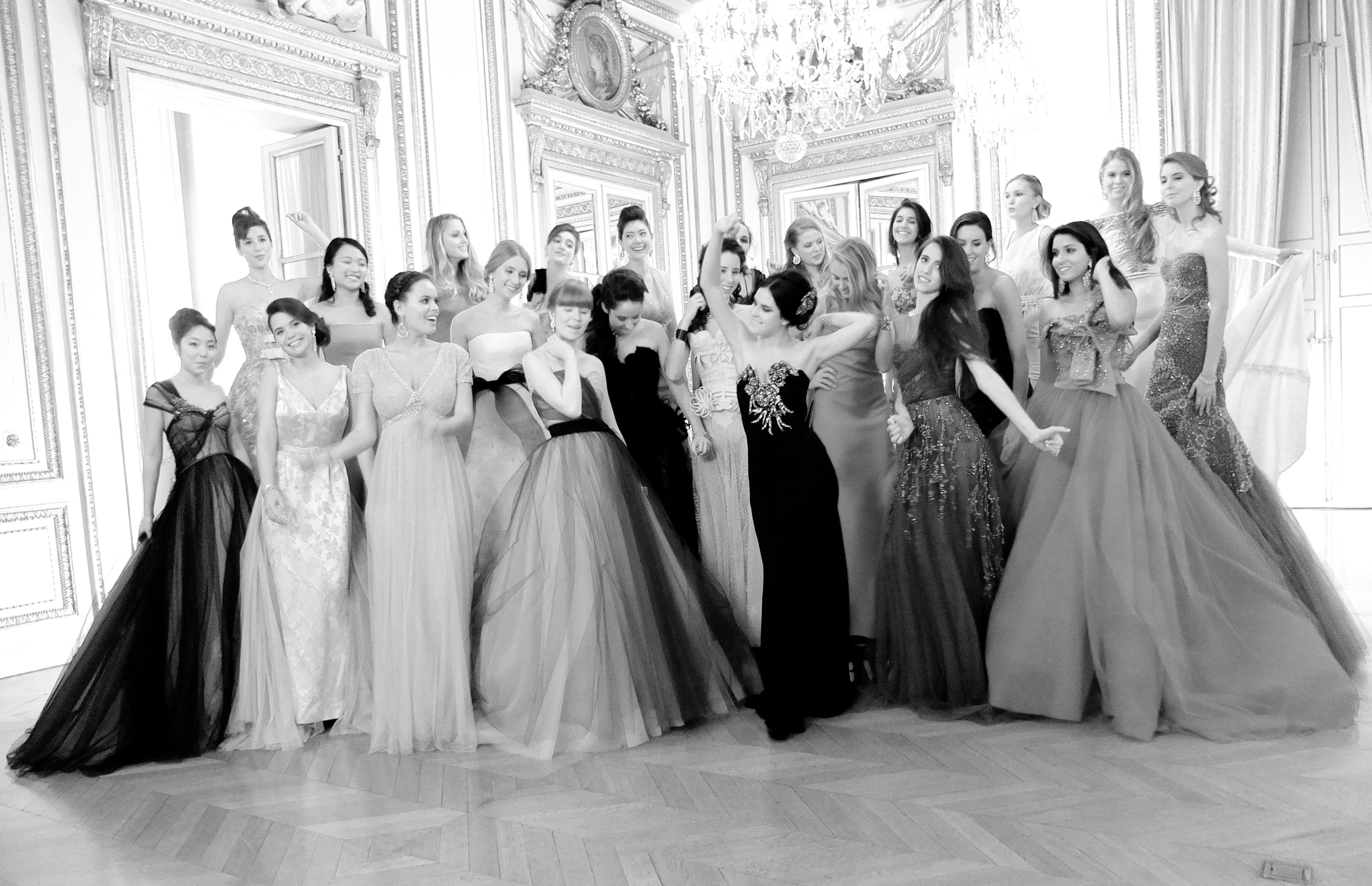
ル・バル・デ・デビュタント2011（後方左から5番目）

東京都港区出身。松濤幼稚園、慶應義塾幼稚舎、慶應義塾中等部、慶應義塾女子高等学校を経て、2016年3月23日に慶應義塾大学文学部（中国文学専攻）を卒業。
2011年、パリの舞踏会『ル・バル・デ・デビュタント』に出席し、18歳で社交界デビュー。
Hana*chu→の読者モデルを経て、2012年から2014年までCanCamの専属モデルを、2017年から現在まで25ansの表紙モデルを務める。
2015年より、公益財団法人プラン・インターナショナル・ジャパンの「Because I am a Girlエンジェル」に就任し、国際NGOの活動に参加。
2018年、Netflixより配信されているアメリカの人気料理番組「ファイナル・テーブル」に、スペシャルアンバサダーとして出演。
2018年と2019年に、2年連続でニューヨークのファッションフェスティバル『メットガラ』に出席。
2020年、YouTubeチャンネルを開設し、自身のライフスタイルを中心とした動画投稿を開始。

## 人物
父方の祖母はファッションデザイナーの森英恵、父方の祖父は元陸軍主計少佐でハナヱモリグループ会長を務めた森賢（もり けん）、父親は株式会社ハナヱモリで社長を務めた森顕（もり あきら）、母親はイタリア系アメリカ人で元ファッションモデルの森パメラ（パメラ・アン・ハリス）。
5人兄弟の末子で三女にあたり、長兄はMエンターティメント社長の森研、次兄はTシャツなどを手掛けるファッションデザイナーの森勉、長姉はタレントでファッションモデルの森泉、次姉は元ファッションモデルで現在ファッションプロデューサーを務める森雪である。
チワワのティーノ、ヒョウモントカゲモドキのモーとジョー、コオロギ、熱帯魚を飼っている。
趣味は旅行、写真、ショッピングで、特技は英語と中国語。

## 書籍

### 写真集
- star（2015年4月21日、講談社）- 1stスタイルブック、単行本
- starlish*（2016年11月24日、宝島社）2ndスタイルブック、単行本
- HIKARI MORI（2018年6月25日、トランスワールドジャパン）- 1st写真集、大型本

### 雑誌
- Hana*chu→（主婦の友社） - 読者モデル
- CanCam（小学館、2012年 - 2014年） - 専属モデル
- 25ans（講談社、2017年1月号 - 2020年12月号） - 表紙モデル[13]

## 出演

### 映画
- 青いソラ白い雲（ヘキサゴン、2012年3月31日） - 主演・小林リエ 役

### テレビ番組
- 王様のブランチ（TBSテレビ、2014年1月 - 2015年6月[14]）-「ピカ1ガール」コーナー担当[15]
- 新チューボーですよ!（TBSテレビ、2015年4月 - 2016年12月）- 7代目アシスタント
- 火曜サプライズ（日本テレビ、2018年10月 - 2021年2月）- 半レギュラー
- グータンヌーボ2（2021年10月19日、関西テレビ放送）

### ウェブ番組
- ファイナル・テーブル 第1シーズン 第8回（Netflix、2018年11月20日）- スペシャルアンバサダー[9]

### 広告
- 資生堂
  - ZA（2013年）
  - INTEGRATE 「GIRL'S STORY」（2017年）
  - ANESSA（2019年）
  - NARS（2019年）、“NARSissist”アンバサダー（2019年）
  - MAQuillAGE（2020年）
  - 「シセイドウ（SHISEIDO）」グローバルアンバサダー（2023年）
- キリンビバレッジ 「キリンファイア」（2014年）
- MIKIMOTO（2014年）
- ユニクロ「こなれ感も、きれいめも。ワイドパンツでできる、最旬スタイル。」（2015年）
- UNIVASAL SIGMA 「DREAMS COME TRUE THE BEST! 私のドリカム」（2015年）
- LAGUNAMOON 2016Autumn/Winter（2016年）
- ROSE BUD 2016LOOKBOOK（2016年）
- GU BRA-FEEL（2017年）
- MICHAEL KORS - “The Walk” SPRING 2017（2017年）
- H&M FALL FASHION GlobalCampaign (2017年）
- 日本コカ・コーラ「アクエリアス S-Body」（2018年）
- 三井不動産 「& mall」（2018年）
- Casetify（2018年）
- MERCURY DUO（2018年）
- ROXY FITNESS AMBASSADOR（2018年）
- RANGE ROVER 2019 アンバサダー (2019年)
- FENDI Baguette Campaign（2019年）
- NIKE Campaign Muse 2019 (2019年)
- CALZEDONIA（2019年）
- JIMMY CHOO 2019 muse
- BVLGARI International アンバサダー (2019年、2023年～)
- MACKINTOSH「HUMBIE」Campaign “NEW OUTFIT, NEW HUMBIE. Starring HIKARI MORI ”(2023年)

## 公演

### コレクション
- Dolce&Gabbana Alta Moda Show 2017
- 東京ガールズコレクション 2016A/W 2015A/W
- GirlsAward 2016A/W 2016S/S 2015A/W 2015S/S
- TOKYO RUNWAY 2015S/S
- 神戸コレクション 2015S/S
- sretsis 2015-2016A/W
- ESCADA 2015S/S ウィメンズコレクションショー

### イベント
- 第12回 青二祭（2011年3月30日）
- ル・バル・デ・デビュタント（2011年）[4][5]
- ケイト・スペード ニューヨーク銀座店オープニングセレモニー（2014年4月3日）- ゲスト出演
- ミッション：インポッシブル／ローグ・ネイション イーサン・ハントの日記念イベント（2015年7月13日）- ゲスト出演
- ダミアーニ銀座タワー オープニングセレモニー（2015年8月8日）- ゲスト出演
- パンドラ銀座店 オープニングイベント（2015年9月14日）- ゲスト出演
- Roppongi Hills Artelligent Christmas 2015点灯式（2015年11月5日）- ゲスト出演
- MICHAEL KORS銀座店オープニングセレモニー（2015年11月20日）- ゲスト出演
- FENDI GINZAポップアップストア オープニングセレモニー点灯式（2015年11月21日）
- 表参道フラッグシップストア スペシャルブレックファーストイベント（2016年6月17日）- ゲスト出演
- VOGUE FASHION'S NIGHT OUT オープニング・セレモニー（2016年8月23日）- ゲスト出演
- TASAKI 銀座本店 オープンスペシャルイベント（2016年9月20日）- ゲスト出演
- 阪急メンズ東京 GQ LIVE2016スペシャルイベント（2016年10月1日）- ゲスト出演
- 青の洞窟 SHIBUYA点灯式（2016年11月21日）- ゲスト出演
- THE GRAND GINZA オープニングイベント（2017年4月14日）- メインゲスト出演
- メットガラ（2018年5月10日 - 10月8日、2019年5月9日 - 9月9日）[10]

## 受賞歴
- Asia Model Festival "Japan" Artist Award 2015（2015年）
- 第32回 ベストジーニスト 協議会選出部門（2015年）[16]
- 第5回 ベストビューティストアワード ブレイク賞（2016年）[17]
- 第30回 日本メガネベストドレッサー賞 サングラス部門（2017年）[18]
- 第55回 日本ファッション・エディターズ・クラブ（FECJ）賞 セレブリティ・オブ・ザ・イヤー、モデル・オブ・ザ・イヤー（2017年）[19]
- VOGUE JAPAN Woman Of The Year 2018（2018年）[20]
- BVLGARI「BVLGARI AVRORA AWAR DS 2022」
- フィガロジャポン「BWA Award 2022」